# Всеволожский, Михаил Владимирович
Михаил Владимирович Всеволожский (11 (23) ноября 1860 — 19 февраля (4 марта) 1909) — статский советник, предводитель дворянства Тверской губернии.

## Биография
Родился в имении Таложня Тверской губернии. Принадлежал к младшей ветви дворянского рода Всеволожских, из дворян Московской и Пензенской губерний. Отец — Владимир Александрович Всеволожский (1824—1880), отставной коллежский секретарь, мать — дочь полковника Елена Михайловна Обольянинова (1837—1882). Пятиюродный племянник Л. Н. Толстого. В различных источниках год рождения указан или 1860, или 1861.
С 1880 по 1888 год — совладелец Пожевских железоделательных заводов и до продажи в 1890 году С. Т. Морозову совладелец недействовавшего Всеволодо-Вильвенского завода.
- 1891—1897 годы — не имеющий чина уездный предводитель дворянства Новоторжского уезда
- 1899—1901 годы — не имеющий чина губернский предводитель дворянства Тверской губернии
- 1902—1903 годы — статский советник, губернский предводитель дворянства Тверской губернии[8]

Купил дом в Ялте, куда приезжали его родственники — Татариновы и Всеволожские.
Умер 19 февраля 1909 года в Торжке, похоронен в Таложне вместе с матерью.

## Семья
Сведений о семье и детях нет.